# 布哈爾-日勞區
布哈尔-日劳是哈萨克斯坦的行政区，位于该国中部，由卡拉干达州负责管辖，首府设于博塔卡拉，始建于1938年，面积14,576平方公里，人口63,236（2013年估计）。